# クロノシリーズ
クロノシリーズ（Chrono series）は、スクウェア・エニックス（旧・スクウェア）から発売されているRPGのシリーズ作品。タイムトラベルやパラレルワールドと言ったSFテーマを扱い、作品毎にそのテーマに応じたゲームデザインとなっている。

## シリーズ一覧
| 1995 | クロノ・トリガー                                    |
| 1996 | ラジカル・ドリーマーズ -盗めない宝石-               |
| 1997 |                                                     |
| 1998 |                                                     |
| 1999 | クロノ・クロス                                      |
| 2000 |                                                     |
| 2001 |                                                     |
| 2002 |                                                     |
| 2003 |                                                     |
| 2004 |                                                     |
| 2005 |                                                     |
| 2006 |                                                     |
| 2007 |                                                     |
| 2008 |                                                     |
| 2009 |                                                     |
| 2010 |                                                     |
| 2011 |                                                     |
| 2012 |                                                     |
| 2013 |                                                     |
| 2014 |                                                     |
| 2015 |                                                     |
| 2016 |                                                     |
| 2017 |                                                     |
| 2018 |                                                     |
| 2019 |                                                     |
| 2020 |                                                     |
| 2021 |                                                     |
| 2022 | クロノ・クロス：ラジカル・ドリーマーズ エディション |

- クロノ・トリガー（1995年3月11日、SFC、PS、DS、VC、GA、iOS・Android、Steam）

シリーズ1作目。テーマはタイムトラベルで、同じ世界の複数の時代を行き来しながら冒険する。
- クロノ・クロス（1999年11月18日、PS、GA）
  - クロノ・クロス：ラジカル・ドリーマーズ エディション（2022年4月7日、Switch、PS4、X1、Steam）

シリーズ2作目。テーマはパラレルワールドで、異なる歴史を歩んだ二つのパラレルワールドを行き来しながら冒険する。前作の20年後の物語だが、前作の出来事が原因で生じた異なる時間線上の未来が舞台であり、前作の直接の未来ではない。
- ラジカル・ドリーマーズ -盗めない宝石-（1996年2月3日、SFC）

『トリガー』に関連したサウンドノベル。『クロス』はこの作品のメインシナリオをベースとしており、『クロス』とはまた別の世界の物語であるとされている。前述の『ラジカル・ドリーマーズ エディション』にも同時収録。

### 開発中止
- クロノ・ブレイク

シリーズ3作目として2001年にスクウェア(当時)が商標登録していたが、完成しないまま期限が切れた。アイデアは後に『ファイナルファンタジー レジェンズ 時空ノ水晶』に活かされている。

## 公式サイト
- クロノシリーズ (@CHRONO_CROSS_RD) - X